# Liste des dirigeants actuels des régions du Kazakhstan
 (août 2023).
Cette page dresse la liste des dirigeants actuels des 14 régions et des trois villes à statut spécial (la ville de Baïkonour se trouve dans une zone louée par la Russie) du Kazakhstan.

## Gouverneurs des régions
| Région                   | Nom                   | Depuis (le)       |
| ------------------------ | --------------------- | ----------------- |
| Akmola                   | Malik Mourzaline      | 14 mars 2017      |
| Aktobe                   | Berdibek Saparbaïev   | 11 septembre 2015 |
| Almaty                   | Amandyk Batalov       | 20 août 2014      |
| Atyrau                   | Nourlane Nogaïev      | 26 mars 2016      |
| Jambyl                   | Karim Kokrekbaïev     | 20 décembre 2013  |
| Karaganda                | Iérlane Kochanov      | 14 mars 2017      |
| Kazakhstan-Méridional    | Janseit Touïmebaïev   | 7 octobre 2016    |
| Kazakhstan-Occidental    | Altaï Koulguinov      | 26 mars 2016      |
| Kazakhstan-Oriental      | Danial Akhmetov       | 11 novembre 2014  |
| Kazakhstan-Septentrional | Koumar Aksakalov      | 14 mars 2017      |
| Kostanaï                 | Arkhimed Moukhambetov | 11 septembre 2015 |
| Kyzyl-Orda               | Krimbek Koucherbaïev  | 17 janvier 2013   |
| Mangistaou               | Iérali Tougjanov      | 14 mars 2017      |
| Pavlodar                 | Boulate Bakaouov      | 25 mars 2016      |

## Maires
| Ville  | Nom               | Depuis (le)  |
| ------ | ----------------- | ------------ |
| Almaty | Baouirjane Baïbek | 9 août 2015  |
| Astana | Aset Isekechev    | 21 juin 2016 |

## Dirigeants du territoire en location
| Territoire | Titre                                           | Nom                  | Depuis (le)       |
| ---------- | ----------------------------------------------- | -------------------- | ----------------- |
| Baïkonour  | Représentant spécial du président du Kazakhstan | Krimbek Koucherbaïev | 17 janvier 2013   |
| Baïkonour  | Maire                                           | Anatoli Petrenko     | 16 septembre 2013 |